# Fänneslundasjön
Fänneslundasjön är en sjö i Ulricehamns kommun i Västergötland och ingår i Viskans huvudavrinningsområde. Sjön är 4,1 meter djup, har en yta på 0,277 kvadratkilometer och är belägen 170,9 meter över havet. Sjön avvattnas i söder mot Fänneslundasjön.

## Delavrinningsområde
Fänneslundasjön ingår i det delavrinningsområde (642017-134293) som SMHI kallar för Mynnar i Marsjön. Avrinningsområdets medelhöjd är 224 meter över havet och ytan är 50,67 kvadratkilometer. Det finns ett delavrinningsområde uppströms, och räknas det in blir den ackumulerade arean 59,55 kvadratkilometer. Örbäck som avvattnar avrinningsområdet har biflödesordning 2, vilket innebär att vattnet flödar genom totalt 2 vattendrag innan det når havet efter 115 kilometer. Avrinningsområdet består mestadels av skog (68 procent), öppen mark (11 procent) och jordbruk (15 procent). Avrinningsområdet har 0,83 kvadratkilometer vattenytor vilket ger det en sjöprocent på 1,6 procent.